# Списак генерала и адмирала ЈНА: Д
Списак генерала и адмирала Југословенске народне армије (ЈНА) чије презиме почиње на слово Д, за остале генерале и адмирале погледајте Списак генерала и адмирала ЈНА.
- Крсто Дабовић (1921) генерал-мајор авијације. Активна служба у ЈНА престала му је 1977. године.
- Милан Даљевић (1925—2020) генерал-пуковник. Активна служба у ЈНА престала му је 1988. године.
- Анте Дамић (1923—2017) генерал-потпуковник. Активна служба у ЈНА престала му је 1981. године.
- Владимир Дамјановић (1926) генерал-мајор.
- Данило Дамјановић (1915—1990) генерал-мајор. Активна служба у ЈНА престала му је 1965. године. Народни херој.
- Радомир Дамјановић (1937—1997) генерал-мајор.[б]
- Адолф Данчевић (1920—2010) генерал-мајор авијације. Активна служба у ЈНА престала му је 1977. године.
- Пеко Дапчевић (1913—1999) генерал-пуковник. Активна служба у ЈНА престала му је 1955. године. Народни херој.[в]
- Мартин Дасовић (1913—1982) генерал-пуковник. Активна служба у ЈНА престала му је 1973. године.
- Андрија Деак (1889—1980) генерал-мајор. Активна служба у ЈНА престала му је 1956. године.
- Анте Деак (1923) контра-адмирал. Активна служба у ЈНА престала му је 1975. године.
- Антон Дежман (1920—1977) генерал-мајор. Активна служба у ЈНА престала му је 1964. године. Народни херој.
- Мићо Делић (1936—2020) генерал-мајор.[г][2]
- Алекса Демниевски (1905—1961) генерал-потпуковник. Активна служба у ЈНА престала му је 1958. године.
- Божо Денда (1931—2018) генерал-потпуковник. Активна служба у ЈНА престала му је 1991. године.
- Абаз Дероња (1920—2003) генерал-мајор. Активна служба у ЈНА престала му је 1979. године.
- Мујо Диздар (1922) интендантски генерал-потпуковник. Активна служба у ЈНА престала му је 1981. године.
- Петар Димитријевски (1926—2005) генерал-мајор.
- Вељко Димић (1926) генерал-мајор. Активна служба у ЈНА престала му је 1979. године.
- Здравко Димић (1926—1993) генерал-потпуковник.
- Драгољуб Динић (1881—1966) генерал-мајор. Активна служба у ЈНА престала му је 1946. године.[д]
- Велисав Добривојевић (1933—2011) генерал-потпуковник.[ђ]
- Душан Дозет (1922—2001) генерал-потпуковник. Активна служба у ЈНА престала му је 1970. године.
- Иван Долничар (1921—2011) генерал-пуковник авијације. Активна служба у ЈНА престала му је 1979. године.
- Вељко Докмановић (1926—1982) вице-адмирал.
- Стево Докмановић (1925—2023) генерал-мајор. Активна служба у ЈНА престала му је 1977. године.
- Љубомир Домазетовић (1934—2009) генерал-потпуковник.[е]
- Стјепан Доманкушић (1919—1993) генерал-потпуковник. Активна служба у ЈНА престала му је 1977. године.
- Душан Дотлић (1913—1975) генерал-мајор.
- Мићо Дошеновић (1917—1987) генерал-мајор. Активна служба у ЈНА престала му је 1974. године.
- Ђорђе Драгић (1910—1998) санитетски генерал-потпуковник. Активна служба у ЈНА престала му је 1979. године.
- Милорад Драгојевић (1932) генерал-потпуковник.[ж]
- Ненад Дракулић (1920—1973) генерал-пуковник авијације.
- Петар Драпшин (1914—1945) генерал-потпуковник. Народни херој.
- Драгиша Дрљевић (1930—2016) генерал-пуковник. Активна служба у ЈНА престала му је 1990. године.
- Саво Дрљевић (1912—1994) генерал-пуковник. Активна служба у ЈНА престала му је 1966. године. Народни херој.
- Чедомир Друловић (1912—1992) генерал-потпуковник. Активна служба у ЈНА престала му је 1965. године. Народни херој.
- Момчило Дугалић (1918—2014) генерал-потпуковник. Активна служба у ЈНА престала му је 1976. године. Народни херој.
- Бранко Дуде (1913—1997) генерал-пуковник. Активна служба у ЈНА престала му је 1965. године. Народни херој.
- Војислав Дулић (1900—1953) санитетски генерал-мајор.
- Ђуро Дулић (1912—2006) генерал-потпуковник. Активна служба у ЈНА престала му је 1973. године. Народни херој.
- Нешко Дуловић (1921—1986) генерал-мајор. Активна служба у ЈНА престала му је 1976. године.
- Јошо Дурбаба (1920—2012) генерал-мајор. Активна служба у ЈНА престала му је 1972. године. Народни херој.
- Екрем Дурић (1925—2014) генерал-мајор. Активна служба у ЈНА престала му је 1985. године.